# Berching
Berching é uma cidade da Alemanha, no distrito de Neumarkt, na região administrativa de Oberpfalz, estado da Baviera.
A cidade está situada no vale do rio Sulz. Pertence à rede das Cidades Cittaslow.
Sua história remonta ao século IX, a cidade é cercada por muralhas medievais com torres e portões de carvalho. A torre mais bela é a Chinesischer Turm (Torre Chinesa).
Um dos destaques da cidade é uma antiga igreja gótica, a Mariae Himmelfahrt, reformada em 1756 por M. Seybold e que exibe belos adornos em estuque.
Outra igreja que merece destaque é a Igreja de São Lourenço, barroca, com uma torre do século XIII e um altar em estilo gótico tardio.